# Герб Коблевого
Герб Коблевого — офіційний символ села Коблеве Березанського району Миколаївської області.

## Опис
На геральдичному щиті зображений золотий перев'яз, на якому красуються на одній зеленій лозі три грона спілого винограду, що символізує розвиток аграрного господарства, пріоритетом якого є вирощування та переробка винограду.
Золотий колір перев'язу втілює багатство та знатність.
На червоному полі підняв свої крила сріблястий лебідь із золотими лапами та золотим дзьобом. Золотий дзьоб та лапи птаха, а також червоне поле стилізовано уособлюють різновидність флори та фауни на території Тилігульського регіонального ландшафтного парку, який лежить на землях Коблівської сільської ради. Символ лебедя уособлює вірність, чистоту та щирість. Червоний колір символізує мужність та великодушність.
На синьому полі розкрита морська мушля з золотою зовнішньою та срібною внутрішньою поверхнями, в якій знаходиться червона перлина, що стилізовано підкреслює розташовано на території Коблеве курортну зону відпочинку, відому як в Україні, так і за її межами. Синій колір фону символізує мужність та чесність. Срібний колір лебедя та раковини говорить про чистоту, радість та правдивість.
Щит обрамлений стилізованим бароковим картушем в національному українському стилі та увінчаний короною з перев'язаних золотих пшеничних колосків.